# Meeting of Parliament Act 1694
Il Meeting of Parliament Act 1694 (6 & 7 Will. & Mar. c. 2), noto anche come Triennial Act 1694, è un atto del Parlamento d'Inghilterra. Questo atto è il Capitolo II Rot. Parl. pt. 1. nu. 2.
Le sezioni dell'atto ancora in vigore richiedono che il Parlamento tenga una sessione almeno una volta ogni tre anni.
Questa legge imponeva al Parlamento di riunirsi annualmente e di indire elezioni generali ogni tre anni.
Questa legge era parzialmente in vigore in Gran Bretagna alla fine del 2010.
L'intera legge è stata abrogata per la Repubblica d'Irlanda dalla sezione 3 e dall'Allegato 1 dell'Electoral Act del 1963.
Le sezioni 3 e 4 furono abrogate dallo Statute Law Revision Act del 1867.